# Oedhof (Gemeinde Gutenbrunn)
Oedhof (auch Ödhof oder älter Oed) ist ein Weiler in der Marktgemeinde Gutenbrunn im Bezirk Zwettl in Niederösterreich.
Er befindet sich südlich von Gutenbrunn am Südwesthang des Berges Ochsenstrauß und ist nur über einen Zufahrtsweg abzweigend von der Landesstraße L83 nach Ulrichschlag erreichbar. 2025 bestehen in der Ortslage 6 Wohnadressen.

## Geschichte
In der Josephinischen Landesaufnahme aus dem Jahr 1781 wird hier der Ödbauer verzeichnet., im Eintrag der Josephinischen Fassion aus Jahre 1786/87 gab es in der heutigen Ortslage ein Haus, das die Hausnummer Gmaining 13 und den Hausnamen Ödhof trug.
Nach der Entstehung der Ortsgemeinden 1849 wurde der Weiler als Oedensagen ein Teil der Katastralgemeinde Gmaining als Teil der Gemeinde Laimbach.
Laut Adressbuch von Österreich war im Jahr 1938 in Oedhof ein Landwirt verzeichnet.
Im Zuge der Niederösterreichische Kommunalstrukturverbesserung wurde der Weiler im Zuge der Gemeindezusammenlegung von Laimbach mit Münichreith am 1. Januar 1972 ein Teil von Gutenbrunn.
In den 1970er Jahren wurden oberhalb des Oedhofes noch fünf weitere Häuser gebaut, diese erhielten die Hausnummern Gutenbrunn 141 bis Gutenbrunn 145 während der Oedhof selbst die Adresse Gutenbrunn 146 trägt.